# Premiul Bram Stoker

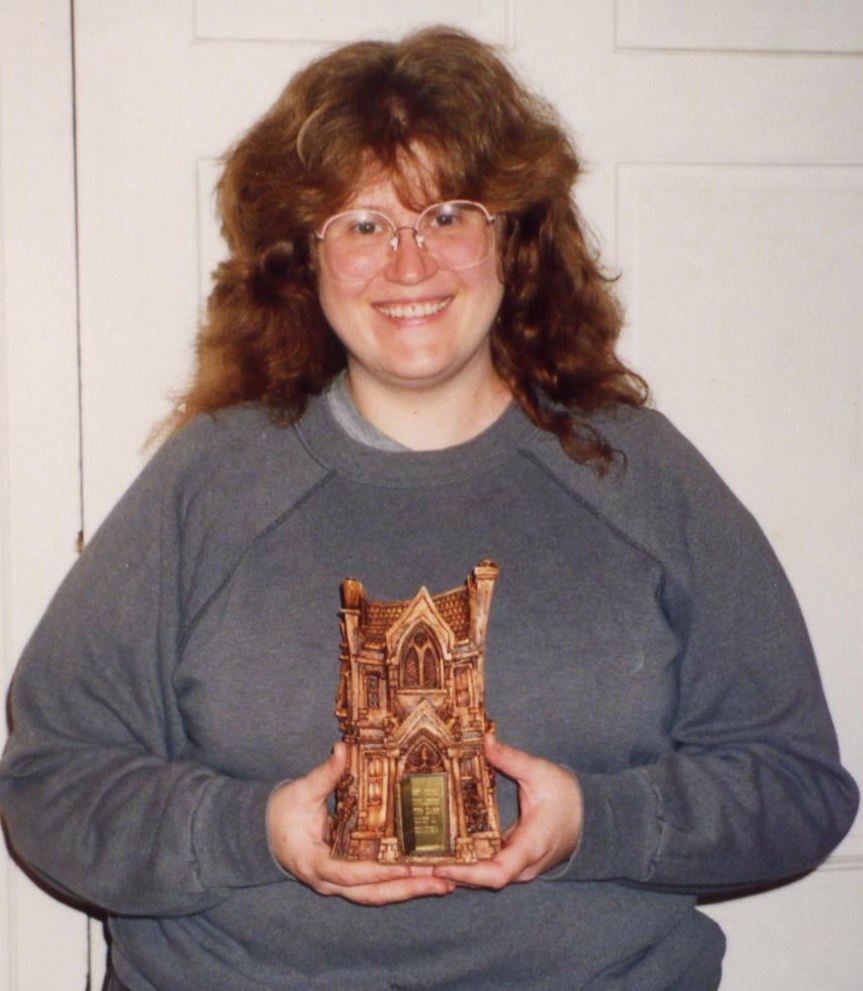
Nancy A. Collins cu Premiul Bram Stoker pe care l-a primit

Premiul Bram Stoker (Bram Stoker Award) este un premiu anual acordat de Horror Writers Association (HWA) pentru "creații superioare" de fantezie întunecată și literatură de groază.

## Istorie
Premiile au fost acordate anual din 1987, iar câștigătorii sunt selectați prin vot de membrii activi ai HWA. Premiul poartă numele scriitorului irlandez Bram Stoker, autorul romanului Dracula, printre altele.

## Categorii
| În 2013 categoriile premiate erau: - Roman (1987–) - Primul roman (1987–) - Roman pentru tineret (2011–) - Roman grafic (2011–) - Ficțiune lungă (1998–) - Ficțiune scurtă (1998–) - Colecție de povestiri (1998–) - Scenariu (1998–2004, 2011–) - Antologie (1998–) - Non-Fiction (1987–) - Colecție de poezie (2000–) - Întreaga carieră (1987–) | - Nuvelă (1987–1997) - Povestire (1987–1997) - Colecție de povestiri (1987–1997) - Other Media (1993, 1998–2000) - Illustrated Narrative (1998–2004) - Work for Young Readers (1998–2004) - Alternative Forms (2001–2004) |

## Câștigători
Printre câștigătorii premiilor se numără:
| - Linda Addison - Maria Alexander - Michael Arnzen - Clive Barker - Laird Barron - Charles Beaumont - Robert Bloch - Bruce Boston - Ray Bradbury - Christopher Lee - Gary A. Braunbeck - Ramsey Campbell - Douglas Clegg - Don Coscarelli - Ellen Datlow - Harlan Ellison - Nancy Etchmendy - Neil Gaiman - Jeff Gelb - David Gerrold - Owl Goingback - Christopher Golden - Rain Graves - Eric J. Guignard - Thomas Harris - Chad Helder - Joe Hill | - Nina Kiriki Hoffman - Nancy Holder - Brian A. Hopkins - Del Howison - Charlee Jacob - Stephen Jones - Steven A. Katz - Brian Keene - Jack Ketchum - Caitlin R. Kiernan - Stephen King - Michael Knost - Kathe Koja - Sarah Langan - Joe R. Lansdale - Richard Laymon - Vince Liaguno - Thomas Ligotti - Bentley Little - Jonathan Maberry - George R. R. Martin - Elizabeth Massie - Rena Mason - Richard Matheson - Glen Mazzara - Robert McCammon - Joe McKinney | - Thomas F. Monteleone - Michael Moorcock - Alan Moore - David Morrell - Lisa Morton - Yvonne Navarro - William F. Nolan - Joyce Carol Oates - Weston Ochse - Norman Partridge - Tom Piccirilli - Alex Proyas - Alan Rodgers - Bruce Holland Rogers - J. K. Rowling - B. T. Post - Al Sarrantonio - Austin Sherwood - John Shirley - Dan Simmons - Marge Simon - Lucy A. Snyder - Peter Straub - Steve și Melanie Tem - Robert Weinberg - Stanley Wiater - Rocky Wood - Troy Kroon |